# Lucius Calpurnius Piso Caesonius (Kr. e. 58)
Lucius Calpurnius Piso Caesonius (? – Kr. e. 43 után) római politikus, a plebeius Calpurniusok nemzetségének tagja volt. Leginkább Caius Iulius Caesar apósaként és egyik legtekintélyesebb híveként ismert, akit emiatt Cicero meglehetősen sötét színekkel festett le.

## Származása
Rangos családból származott: dédapja, Lucius Kr. e. 148-ban, nagyapja, Lucius Kr. e. 112-ben viselt consuli rangot. Apját szintén Luciusnak hívták, de közhivatalt nem töltött be: egy fegyvergyárat vezetett az itáliai szövetségesháború idején. Egy Placentia városából Rómába települt ember, Calventius lányát vette feleségül, tőle származott a legifjabb Lucius.

## Karrierje
Kr. e. 59-ben hallunk róla először, amikor a teljhatalmú néptribunus, Publius Clodius rablással vádolta meg, amelyeket praetori magistraturája után neki juttatott tartományában követett el. A bírók lába elé borulva elkerülte a büntetést. Ugyanebben az évben adta feleségül lányát, Calpurniát az egyik consulhoz, Caius Iulius Caesarhoz, aki elérte, hogy Kr. e. 58-ra apósát is consullá válasszák a Pompeius-párti Aulus Gabinius társaságában. A két consul az első triumvirátus bábja volt, emellett Clodiust is támogatták Cicero száműzésével végződő törekvésében. Jutalomképpen a néptribunus nekik ígérte hivatali évük lejárta utánra Macedoniát és Syriát. Caesonius részt vett a Clodius által tartott örömünnepen Cicero száműzése után, és Gabiniushoz hasonlóan elrabolt vagyonából is részesült.
Clodius törvényének hála valóban Macedoniába mehetett, ahol Kr. e. 57-ben és 56-ban gátlástalanul fosztogatott és harácsolt proconsuli rangú helytartóként. A senatus végül utódot jelölt ki számára, így sértetten és feldühödve Kr. e. 55-ben kénytelen volt átadni tartományát Quintus Anchariusnak. (Az Egyiptomot saját szakállára megtámadó Gabiniust is ekkor hívták vissza.) Cicero időközben visszatérhetett a városba, és a visszahívását eredményező vita során minden haragját kiontotta Piso ellen, akit az összes lehetséges bűnnel megvádolt (De provinciis consularibus). Piso hazatérésekor kikérte magának a beszédet, mire Cicero ismét a legsúlyosabb magán- és közéleti vádakat vágta a fejéhez (In Pisonem). Dühe azonban nem volt elég nagy ahhoz, hogy a hatalmas Caesar apósát be merje perelni.

## A polgárháborúban és utána
Piso Kr. e. 50-ben Clodius bátyja, Appius Claudius Pulcher kollégájaként censori rangra emelkedett; a hivatalt Caesar felkérésére vállalta. Kr. e. 49-ben még nem vált meg hivatalától, és a polgárháború kitörésekor felajánlotta a senatusnak, hogy közvetít a testület és veje között, amiről azonban az optimaták hallani sem akartak. Caesar így Itáliára támadt, Piso pedig elmenekült a senatorok többségéhez hasonlóan, azonban nem kelt át a Balkánra. Bár Caesartól mindvégig távolságot tartott – ami miatt Cicero hajdani érzései gyökeresen megváltoztak iránta – és a harcokban sem vett részt, Rómába visszatérve veje tisztelettel fogadta.
Caesar Kr. e. 44-es meggyilkolásakor fellépett intézkedéseinek érvényben tartásáért, és jóformán egyedüliként még Marcus Antonius önkényeskedéseivel is szembeszállt; igaz, később Antonius legelszántabb hívei közé tartozott (ismét csak Cicero rosszallására). Amikor Antonius északra vonult, hogy kiostromolja a Mutina városában magát elsáncoló Decimus Junius Brutus Albinust, Piso Rómában maradt, hogy képviselje a consul érdekeit. Kr. e. 43-ban követségbe küldték Antoniushoz Mutina alá. További sorsa nem ismeretes.
Hasonló nevű fia, Lucius Calpurnius Piso Caesonius Kr. e. 15-ben volt consul.